# 弯孢虫疫霉
弯孢虫疫霉（学名：Erynia curvispora）是属于虫霉目虫霉科虫疫霉属的一种真菌，寄生在库蚊、毛蠓等小型双翅目昆虫上。该种分布于中国、瑞典、瑞士、英国、美国、法国、波兰等地。